# Henry Addington
Henry Addington, 1e burggraaf van Sidmouth (Holborn, 30 mei 1757 - Richmond, 15 februari 1844) was een Brits Tory-politicus die van 1801 tot 1804 premier van het Verenigd Koninkrijk was.

## Levensloop
Hij was de oudste zoon van arts Anthony Addington. Hij studeerde onder meer aan het Winchester College, het Brasenose College van de Universiteit van Oxford en aan Lincoln's Inn. Na zijn studies werd hij in 1784 advocaat.
In 1784 werd hij voor Devizes verkozen in het House of Commons. Voor zijn verkiezing tot parlementsvoorzitter in juni 1789 speelde hij als parlementslid geen grote rol. Het was dan ook door de invloed van premier William Pitt de Jongere, die hij al sinds zijn kindertijd kende en wie hij loyaal steunde, dat hij verkozen raakte tot parlementsvoorzitter; hij oefende de functie uit tot in 1801. Als parlementsvoorzitter had hij een zeer goede reputatie en hij werd twee keer unaniem in deze functie herkozen.
In 1801 nam Pitt ontslag als premier na conflicten in de regering over de katholieke emancipatie. Zowel Pitt als koning George III beschouwden Addington als de man die het best in staat was om de nieuwe premier te worden.
Addington voerde als premier een vredespolitiek, omdat verdere militaire conflicten met Frankrijk de Britse financiën in gevaar brachten. Zijn regering sloot daarom in maart 1802 met Frankrijk de Vrede van Amiens. Deze vrede zorgde ervoor dat Addington de politiek van administratieve en financiële hervormingen die Pitt opgestart had kon verderzetten. Vruchteloze onderhandelingen om de regering politiek te versterken en de nog altijd gespannen internationale situatie zorgden er echter voor dat de regering verzwakte. In mei 1803 brak er opnieuw oorlog uit met Frankrijk en Pitt begon oppositie te voeren tegen Addingtons regering. Hierdoor besloot hij om op 10 mei 1804 ontslag te nemen als premier.
Vervolgens was Addington van 1804 tot 1807 Lord President of the Council onder Pitt en daarna onder William Wyndham Grenville. Daarna werd hij in 1812 minister van Binnenlandse Zaken onder Lord Liverpool. In deze functie maakte hij de jaren van economische problemen en radicale politieke activiteiten mee in de periode na de Slag bij Waterloo in 1815. Addington voerde een repressiepolitiek en werd beschouwd als een reactionaire Tory. Deze visie had hij ontwikkeld door zijn anglicanisme. Zo was hij tegen parlementaire en tariefhervormingen en benadrukte hij de constitutionele rol van de monarchie. Hij bleef minister van Binnenlandse Zaken tot in 1822, waarna hij van 1822 tot 1824 minister Zonder Portefeuille.
De groeiende prominentie en invloed van George Canning, een voorstander van een liberaal Toryisme, zou ervoor zorgen dat Addington in 1824 uit de regering stapte. Dit gebeurde omdat hij vond dat de Britse politiek te veel veranderd was en dat hij daar niet in thuishoorde.
In 1805 werd hij in de Britse adel verheven als burggraaf van Sidmouth, waardoor hij dat jaar lid werd van het House of Lords. Hij bleef er automatisch zetelen tot aan zijn dood.